# 旭化成グループキャンペーンモデル
旭化成グループキャンペーンモデル（あさひかせいグループキャンペーンモデル、Asahi Kasei Group Campaign Model）は、日本の大手化学メーカーの旭化成が毎年選出、起用していたキャンペーンモデル。

## 概要
当初は「旭化成水着キャンペーンモデル」の名称であったが、旭化成が2003年10月に「分社・持株会社制」へ移行し、繊維事業が旭化成せんいに移管されたことを契機に、第29代から「旭化成せんいキャンペーンモデル」に変わった。更にその後、繊維・水着だけでなく、グループ事業全体のPRも担わせるため、第33代から「旭化成グループキャンペーンモデル」 に名称変更した。
1990年代には番組スポンサーの「なるほど!ザ・ワールド」（フジテレビ系）のエンディングで一時期、その年のモデルイメージ映像が流れていた。
2004年から2013年までの10年間は中国事業強化のため、中国人のモデルも選ばれていた。
最近では、旭化成の発祥地である宮崎県延岡市を舞台とする「延岡西日本マラソン」のスタート・ゴール地でのイベントが実質の仕事始めになっていて、2008年に生中継が始まってからはテレビでの露出機会も増えていった。
2016年に起きた旭化成建材の杭打ちデータ改ざん問題により、旭化成が広告を自粛した影響で2016年の旭化成グループキャンペーンモデルを選考できなかったことや、山下永夏が好評だったことを考慮したため、2016年キャンペーンモデルも山下が続投となった。
2017年4月からはフジテレビ系『ミライ☆モンスター』の一社提供スポンサーとなり、「旭化成グループキャンペーンモデル」は毎回コスプレ姿で番組の次回予告紹介を行い、1年間（同一年度）出演していた。
しかし、2021年9月3日に「旭化成グループキャンペーンモデル」の起用を2021年度で終了することが発表され、2022年3月31日をもって46年の歴史に終止符を打つことになった。

## 歴代モデル
- 1976年 初代 アグネス・ラム
- 1977年 第2代 サブリナ・シズエ
- 1978年 第3代 ペトラ藤井
- 1979年 第4代 横山エミー
- 1980年 第5代 沢田和美
- 1981年 第6代 稲光朱火
- 1982年 第7代 南裕子
- 1983年 第8代 原みゆき
- 1984年 第9代 早川愛美
- 1985年 第10代 石橋マナミ
- 1986年 第11代 木津川アキ
- 1987年 第12代 菅野ジュン
- 1988年 第13代 飯田真里
- 1989年 第14代 山本美穂
- 1990年 第15代 吉竹エリ
- 1991年 第16代 小松千春
- 1992年 第17代 松嶋菜々子[4]
- 1993年 第18代 真壁小巻
- 1994年 第19代 麻生あゆみ
- 1995年 第20代 八木沢れいな
- 1996年 第21代 葵千智
- 1997年 第22代 小野砂織
- 1998年 第23代 岬たか子
- 1999年 第24代 片瀬那奈
- 2000年 第25代 佳原ゆみ
- 2001年 第26代 はつみちかこ
- 2002年 第27代 宮地真緒
- 2003年 第28代 酒井瑛里
- 2004年 第29代 渡香奈、劉多
- 2005年 第30代 渡香奈、莫万丹
- 2006年 第31代 赤井沙希、王玉
- 2007年 第32代 篠崎彩音、何穂
- 2008年 第33代 佐野真理子、趙思宇
- 2009年 第34代 蔵歩実、史汶鷺
- 2010年 第35代 鹿沼憂妃、チャン・ツーウェイ
- 2011年 第36代 尾花貴絵、王詩文
- 2012年 第37代 池田沙絵美、胡楠
- 2013年 第38代 大久保洋子、史欣霊
- 2014年 第39代 久慈暁子
- 2015年 第40代 山下永夏
- 2016年 第41代 山下永夏[2]
- 2017年 第42代 大伴理奈
- 2018年 第43代 北向珠夕[5]
- 2019年 第44代 谷口桃香[6]
- 2020年 第45代 橘遥菜[7]
- 2021年 第46代 橘遥菜[8] [注釈 1]